# Chiesa della Madre di Dio (Zemun)
La chiesa della Madre di Dio (in serbo Богородичина црква?), ufficialmente Chiesa della Natività della Beata Vergine Maria (in serbo Црква Рођења Пресвете Богородице?) è un edificio di culto serbo-ortodosso di Zemun, municipalità della capitale serba Belgrado.
È incluso nell'elenco dei monumenti culturali protetti della Repubblica di Serbia (identificativo n. SK 983) e nell'elenco dei beni culturali della Città di Belgrado.

## Storia e descrizione
La sua costruzione, avvenuta tra il 1776 e il 1780, fu finanziata dai cittadini serbi e greco-ortodossi di Zemun. La chiesa fu consacrata nel 1783.
L'edificio è costituito da un'unica navata tripartita con abside semicircolare. Il campanile a due piani, sormontato da un bulbo di rame, risale alla fine del XVIII secolo.
Al suo interno è conservata un'iconostasi scolpita da Aksentije Marković, con icone dipinte da Arsenije Teodorović.